# Constance contro tutti
Constance contro tutti (Let's all Kill Constance) è un romanzo poliziesco dello scrittore statunitense Ray Bradbury, pubblicato negli Stati Uniti nel 2003 e in Italia nello stesso anno.
È il terzo ed ultimo romanzo di una trilogia preceduto da Morte a Venice (Death Is a Lonely Business 1985) e da Il cimitero dei folli (A Graveyard for Lunatics 1990).

## Trama
(Ray Bradbury, Constance contro tutti)
A Venice (Los Angeles), è piena notte e la burrasca imperversa. La diva del cinema, Constance Rattigan, irrompe terrorizzata nel bungalow di uno scrittore suo conoscente. Tremando gli racconta di un misterioso ritrovamento: qualcuno ha lasciato in bella mostra, nel giardino della sua villa, un elenco telefonico di Los Angeles del 1900 e una sua vecchia rubrica telefonica, ceduta da lei stessa a un'asta di beneficenza anni addietro. In entrambi i libretti alcuni nomi sono stati cerchiati e marcati con un'inquietante croce rossa. 
Temendo per la sua vita e per quella dei suoi vecchi conoscenti Constance implora lo scrittore di smascherare l'autore di quello che reputa essere un atto minatorio e, una volta tranquillizzata dall'amico, trascorre con lui la notte. La mattina dopo lo scrittore scopre che Constance è scomparsa. Con l'aiuto dell'amico, Elmo Crumley, inizia la ricerca della diva seguendo il fil rouge dei nomi evidenziati sui due elenchi che lo scrittore chiama il Libro dei Morti. La ricerca porta i due prima nella vecchia stazione ferroviaria di Monte Lowe dove Clarence Rattigan, ex marito di Constance, vive collezionando vecchi giornali, poi a Bunker Hill a trovare la regina Califia, una vecchia chiromante che era stata l'ispiratrice di molte scelte professionali e personali della diva scomparsa. Dalla sensitiva i due improvvisati investigatori apprendono l'esistenza del fratello di Constance, Padre Rattigan, alto prelato della Chiesa cattolica e dei suoi continui scontri con la sorella. Lo scrittore e Crumley si recano quindi nella Cattedrale di santa Vìbiana dove padre Rattigan spiega loro che l'impossibilità di accettare lo stile di vita dissoluto di Constance è la causa delle continue liti tra di loro. Quella sera lo scrittore viene a conoscenza del decesso di Clarence Rattigan, della regina Califia e di Padre Rattigan; il primo è morto seppellito dal crollo delle pile di giornali accatastati in casa, la seconda a causa di una sfortunata caduta, il terzo per apparenti cause naturali. I due sospettano che i decessi non siano casuali e che la diva abbia in qualche modo assassinato l'ex marito, l'amica e il fratello, i cui nomi erano anch'essi marcati in rosso nel Libro dei Morti.
Lo scrittore, su indicazione del prete, si reca dall'anziano proprietario del famoso cinema e teatro Grauman's Chinese Theatre, Clyde Rustler che ben conosce Constance ed il cui nome è cerchiato in rosso sul Libro dei Morti. Sulla Walk of Fame prospiciente il teatro, incontra la stessa Constance che gli assicura di essere estranea alle morti dei tre amici e di temere per la propria vita. Durante la visita nel teatro lo scrittore apprende da Rustler, in realtà il padre della diva, nuovi piccanti particolari sulla vita di Constance. Durante il colloquio lo scrittore nota su di una parete una trentina di foto di attrici ex amanti di Rustler. Il giorno dopo lo scrittore si rende conto che Constance è nuovamente scomparsa e torna al Grauman's Chinese Theatre in compagnia stavolta del "Cieco" Henry, un suo amico di colore. Nello scantinato del teatro nota delle firme di attrici su alcuni specchi. Durante l'ispezione i due sentono dei rumori provenire dai sotterranei del teatro. 
Tornati a casa mettono al corrente Crumley dei risultati delle indagini e durante il racconto lo scrittore ricollega alcune delle foto delle ex amanti di Rustler con i nomi delle attrici scritte sugli specchi. Frugando tra le carte della diva, conservate nella sua villa, trovano alcuni riferimenti a due artisti, J. Wallington Bradfordche e Alberto Sveltini che riescono a contattare e a interrogare. Bradford è un anziano ex attore e drag queen. Ha insegnato a Constance tantissimi trucchi del mestiere e consigli per variare la propria fisionomia a seconda delle parti da interpretare, fino a rendersi irriconoscibile. Il secondo artista incontrato è Alberto Sveltini, trasformista novantanovenne. Afferma di essere stato lui a scoprire Constance introducendola nel mondo dello spettacolo e di averle personalmente insegnato i rudimenti del mestiere e le tecniche per modificare radicalmente lo stile di recitazione. Lo scrittore decide di tornare nuovamente al teatro cinese, stavolta accompagnato dall'amico Fritz Wong, affermato regista cinematografico. I due trovano il cadavere di Clyde Rustler, morto apparentemente per cause naturali nella cabina di proiezione del teatro mentre stava guardando spezzoni di film interpretati dalla figlia Constance sotto falsi nomi. Le foto delle ex amanti sono scomparse e i nomi delle attrici sugli specchi nello scantinato del teatro sono stati cancellati. Lo scrittore sente delle grida provenire dai sotterranei e si lancia nel tunnel buio dove crede di scorgere Constance, accerchiata da una folla di sbandati. A causa dell'oscurità lo scrittore perde le tracce della donna e, credendosi minacciato corre verso la luce dove trova, ad aiutarlo nella fuga, l'amico Crumley.
I due riemergono a poche centinaia di metri dalla villa della diva e lo scrittore, con l'aiuto degli indizi raccolti dagli amici, è finalmente capace di sciogliere il mistero della scomparsa di Constantine e dei numerosi decessi dei suoi conoscenti.
Constantine, da lungo tempo senza lavoro, aveva saputo che il Fritz Wong aveva in progetto un film su Giovanna d'Arco. Aveva contattato il regista per farsi affidare la parte ma l'uomo era riluttante; conoscendo il passato burrascoso della donna, non credeva fosse l'attrice adatta. Constantine, piccata nell'orgoglio, decide quindi di chiudere con il suo passato dissoluto per calarsi nei panni della Pulzella d'Orléans ed essere così scelta per interpretarne il ruolo. Nel tentativo di cancellare le tracce del suo passato e dei suoi alter ego cinematografici, era andata dal suo ex marito per sottrarre dalla collezione dell'uomo i giornali con le recensioni dei suoi film, da Califia per ottenere dalla chiromante una divinazione favorevole al suo progetto, dal fratello prete per ottenere da lui una tardiva assoluzione per i peccati commessi e dal padre per far sparire le foto appese alle pareti, prova dei rapporti incestuosi avuti con lui sotto false identità. Nello scantinato del teatro cinese la diva ha inoltre cancellato dagli specchi i nomi delle attrici da lei impersonate sotto false identità, testimonianza del suo burrascoso passato nei panni di donne diverse. Lo scrittore crede quindi nell'innocenza della diva e crede che tutte le morti siano state accidentali, seppure in qualche modo causate dalla stessa Constance.
Il gruppo di amici intuisce che Constance sta per spingere alle estreme conseguenze il tentativo di uccidere il suo passato e si precipita nel cimitero di Forest Lawn dove, nella tomba di famiglia dei Rattigan, nascosta in un sarcofago, trova la diva in preda ad un folle delirio. Lo scrittore riesce a riportare Constance alla realtà, convincendola che il regista Fritz Wong ha deciso di affidarle la parte di protagonista nel prossimo film su Giovanna d'Arco.

## Personaggi
Lo scrittoreÈ il protagonista del romanzo che si trova, suo malgrado, ad investigare sulle minacce di morte giunte all'attrice Constance Rattigan. Il suo vero nome non viene mai menzionato ma viene chiamato dai vari personaggi, di volta in volta, con soprannomi o appellativi vari come, ad esempio, il Matto oppure Willie, da William Shakespeare, come scherzosa presa in giro della sua attività letteraria. Sposato con Maggie che, seppure non esita a tradire con Constance stessa, ama intensamente. Da indizi lasciati nel romanzo, il protagonista sarebbe lo stesso Ray Bradbury.
Constance RattiganDiva del cinema muto, donna estroversa e poliedrica. Non si fa scrupoli di circuire sessualmente registi, produttori, forse per ottenere importanti parti nei film o forse solo per spirito di ribellione e di libertà. Si scoprirà aver interpretato, prima del successo, una lunga serie di film sotto pseudonimi, modificando di volta in volta la voce, lo stile di recitazione e la fisionomia per non farsi riconoscere. Risoluta ad ottenere un'ultima parte nel film in progetto su Giovanna d'Arco, tenta di chiudere radicalmente con il suo passato dissoluto per calarsi nei panni della Pulzella d'Orléans ed essere così scelta per interpretarne il ruolo.
Elmo CrumleyAmico dello scrittore, collabora con lui nelle indagini.
Il "Cieco" HenryL'amico di colore dello scrittore. Lo raggiunge a Los Angeles da New Orleans per aiutarlo nelle indagini e, nonostante sia cieco, le sue intuizioni saranno determinanti per la soluzione del caso.
Clarence RattiganEx marito di Constance. Il suo nome originario era Clarence Overholt ma la diva, con cui è rimasto sposato solo per un giorno, aveva insistito per fargli cambiare il nome. Prima vittima del romanzo, ucciso dal crollo di pile di giornali che conservava nella sua casa.
La regina CalifiaAlias Alma Crown, di probabili origini egizie, sensitiva e chiromante, seconda vittima, ritrovata morta a seguito di una caduta.
Padre RattiganIl fratello di Constance, costretto suo malgrado a riceverne la confessione e a dover sopportare le minuziose descrizioni degli innumerevoli peccati della donna. Trovato morto di infarto in circostanze misteriose.
Betty KellyL'assistente e segretaria di Padre Rattigan.
Clyde RustlerAnziano proprietario del famoso cinema e teatro Grauman's Chinese Theatre. Protagonista di innumerevoli avventure amorose, è il padre di Constance. Viene ritrovato morto nella vecchia cabina di proiezione mentre stava guardando spezzoni di film interpretati dalla figlia sotto falsi nomi.
Fritz WongRegista cinematografico di origini tedesche, amico del protagonista. Ha diretto Constance in alcuni film e ha in progetto un film su Giovanna d'Arco.
J. Wallington BradfordAlias Talullah Due, alias Swanson Gloria in Excelsius, alias Funny Face. Ex attore, impersonava in panni femminili un gran numero di parti. Ha insegnato a Constance tantissimi trucchi per migliorare e per modificare la propria fisionomia a seconda dei ruoli da impersonare.
Alberto SveltiniTrasformista novantanovenne. Afferma di essere stato lui a scoprire Constance avviandola al mondo dello spettacolo e di averle insegnato come variare lo stile di recitazione a seconda delle parti da interpretare.

## Analisi
L'irruzione dell'autore nel genere poliziesco, già  noto e affermato nel mondo della fantascienza e del fantasy, rappresenta una digressione che risale agli anni quaranta, precisamente all'estate del 1942 quando Ray incontrò Mike Tiden editore della rivista Weird Tales, presentatogli dal suo primo agente letterario, Julius Schwartz. La collaborazione con la rivista di Tiden portò Ray a produrre una serie di racconti di genere poliziesco, hard boiled con alcune derive verso il Grand Guignol. Successivi racconti di genere pulp furono quindi pubblicati da altre riviste del settore quali Detective Tales, Dime Mistery e Flinn's Detective. A parte sporadici ritorni di Ray al genere poliziesco, lo scrittore si dedicò per decenni ad altri filoni letterari salvo limitate incursioni rappresentate, ad esempio, dal romanzo Il popolo dell'autunno (Something Wicked This Way Comes 1962), seppure quest'ultimo di genere fantasy e solo limitatamente accostabile alla letteratura gialla.
Nel 1985 Bradbury decide di riaccostarsi al mondo del giallo e scrive quello che diventerà il primo episodio della trilogia ambientata a Los Angeles e nel mondo di Hollywood tra gli anni quaranta e gli anni sessanta (Death Is a Lonely Business), periodo e luoghi ampiamente familiari allo scrittore tanto da vedere lui stesso giovane come protagonista. La serie è permeata del tratto distintivo di molte altre opere di Bradbury: la nostalgia per i tempi passati. Il romanzo Constance contro tutti è il pretesto di Bradbury per delineare maggiormente la figura di Constance, a tratti abbozzata nei precedenti due romanzi della serie; il modo escogitato dall'autore è di ripercorrere la storia della diva attraverso le testimonianze di tutti coloro i quali ebbero modo di conoscere le sue molteplici e variegate sfaccettature.

## Edizioni
- (EN) Ray Bradbury, Let's all Kill Constance, William Morrow and Company, 2003, ISBN 0-06-051584-8.
- Ray Bradbury, Constance contro tutti, Strade blu, Arnoldo Mondadori Editore, 2003,  pp. 209, ISBN 8804511745.